# Paranyctimene tenax
Paranyctimene tenax är ett däggdjur i familjen flyghundar som förekommer på Nya Guinea och på mindre öar i samma region. Arten beskrevs 2001 av Wim Bergmans och avgränsningen mot Paranyctimene raptor, som är den andra arten i samma släkte, är inte helt utredd. Wilson & Reeder (2005) listar två underarter.
Denna flyghund vistas i låglandet och i bergstrakter upp till 1350 meter över havet. Habitatet utgörs av tropiska skogar, träskmarker och trädgårdar. Individerna vilar ensam i den täta växtligheten. Honor kan troligen para sig hela året och per kull föds en unge.
Trots vissa oklarheter angående taxonomin listas arten av IUCN som livskraftig (LC).